# Идрис, Адият
Адият Аворшай Идрис (англ. Adijat Avorshai Idris; род. 6 декабря 2001) — нигерийская спортсменка, борец вольного стиля, участница Олимпийских игр 2020 года.

## Карьера
В апреле 2021 года в тунисском Хаммамете на африканском и океанском олимпийский отборочный турнире к Олимпийским играм в Токио Идрис завоевала лицензию. На Олимпиаде уступил в первом же поединке на стадии 1/8 финала украинке Оксана Ливач (0:10), и выбыла из турнира, заняв 15 место.

## Достижения
- Олимпийские игры 2020 — 15;
- Чемпионат Африки по борьбе 2024 —